# Laguna Seca (Texas)
Laguna Seca es un lugar designado por el censo ubicado en el condado de Hidalgo en el estado estadounidense de Texas. En el Censo de 2010 tenía una población de 266 habitantes y una densidad poblacional de 45,18 personas por km².

## Geografía
Laguna Seca se encuentra ubicado en las coordenadas 26°16′46″N 97°55′34″O / 26.27944, -97.92611. Según la Oficina del Censo de los Estados Unidos, Laguna Seca tiene una superficie total de 5.89 km², de la cual 5.89 km² corresponden a tierra firme y (0%) 0 km² es agua.

## Demografía
Según el censo de 2010, había 266 personas residiendo en Laguna Seca. La densidad de población era de 45,18 hab./km². De los 266 habitantes, Laguna Seca estaba compuesto por el 90.98% blancos, el 0% eran afroamericanos, el 0% eran amerindios, el 0% eran asiáticos, el 0% eran isleños del Pacífico, el 9.02% eran de otras razas y el 0% pertenecían a dos o más razas. Del total de la población el 98.87% eran hispanos o latinos de cualquier raza.